# 花咲站
花咲站（日语：／ Hanasaki eki */?）曾是一位於日本北海道根室市花咲港之北海道旅客鐵道（JR北海道）車站，是根室本線沿線車站之一。電報略號為。因使用人數偏低（平均每日约0.2人），於2016年3月26日被廢站，自此花咲线无花咲站。

## 車站構造
為一招呼站，結構屬於1面1線式設計。站舍是由日本國有鐵道貨物列車之車掌車利用改裝而成。站舍壁上描繪有名産花咲蟹之圖樣。

## 站名由來
來自於阿伊努語的poro-not，「大岬」之意。其本意就如下顎的形狀相對於鼻子突出如岬，謂之「鼻崎」。再以同音字「花咲」來作適切稱呼。

## 車站周邊
花咲港位於車站南方。
- 北海道道142號根室濱中釧路線
- 北海道道310號花咲港線
- 花咲郵局
- 花咲港國小
- 花咲燈塔
- 花咲港東公園
- 根室造船
- 石黑農場牛舍
- 根室市埋立處理場
- 根室漁協水產倉庫
- 田家木材本社工場
- 根室交通「老人院入口」車站

### 公共施設
以下公共施設位於車站南方花咲港旁。
- 花咲港灣合同廳舎
- 海上保安部分室

## 歷史
- 1921年8月5日：日本國有鐵道車站開業。為一普通車站。
- 1936年9月25日：車站大樓改建。
- 1960年1月1日：停止貨物處理。
- 1961年4月1日：車站業務委託化。
- 1984年12月1日：停止行李處理。同時成為無人化車站。
- 1987年4月1日：依國鐵分割民營化由JR北海道繼承。
- 2016年3月26日：因使用人數偏低，廢站[1]。

## 相鄰車站
北海道旅客鐵道（JR北海道）
根室本線（花咲線、車站廢除時）
西和田－花咲－東根室

## 外部連結
- （日語）花咲車站（JR北海道釧路分社）
- （日語）花咲車站
- （日語）全驛參觀之旅 （页面存档备份，存于）